# Hradec (okres Havlíčkův Brod)
Hradec (německy Hradetz) je obec v okrese Havlíčkův Brod v Kraji Vysočina. Včetně části Hamry v ní žije 274 obyvatel.

## Historie
Roku 1545 si vesnici nechala do zemských desek zapsat Markéta Ledecká z Říčan jako součást ledečského panství.

## Obyvatelstvo
| Rok            | 1869 | 1880 | 1890 | 1900 | 1910 | 1921 | 1930 | 1950 | 1961 | 1970 | 1980 | 1991 | 2001 | 2011 | 2021 |
| -------------- | ---- | ---- | ---- | ---- | ---- | ---- | ---- | ---- | ---- | ---- | ---- | ---- | ---- | ---- | ---- |
| Počet obyvatel | 405  | 359  | 323  | 314  | 317  | 297  | 277  | 231  | 229  | 227  | 234  | 219  | 212  | 212  | 209  |
| Počet domů     | 50   | 51   | 52   | 53   | 52   | 53   | 55   | 58   | 67   | 56   | 59   | 66   | 73   | 79   | 79   |

## Části obce
Historicky k Hradci patřila i dnešní Horní Ledeč včetně hradu Ledeč nad Sázavou, které dnes patří k městu Ledeč nad Sázavou. Město Ledeč nad Sázavou požádalo vládu o odpojení Horní Ledče od Hradce v roce 1923, tehdy byla žádost vládnou zamítnuta. Horní Ledeč byla k Ledči nad Sázavou připojena až roku 1965.
Dnes se Hradec evidenčně člení na dvě části. K hlavní části Hradec patří též osady Kříže, Horní Hradec, Úlehle a Hořeslavsko, vzdálené půl až jeden a půl kilometru. Druhou část obce tvoří vesnice Hamry. Na místě osady Horní Hradec stávala ves Lhota Kalousova, která byla zničena za třicetileté války.

## Pamětihodnosti
- Kaple svatého Václava